# Kräuterdieb
Der Kräuterdieb (Ptinus fur) ist ein Käfer aus der Unterfamilie der Diebskäfer (Ptininae).

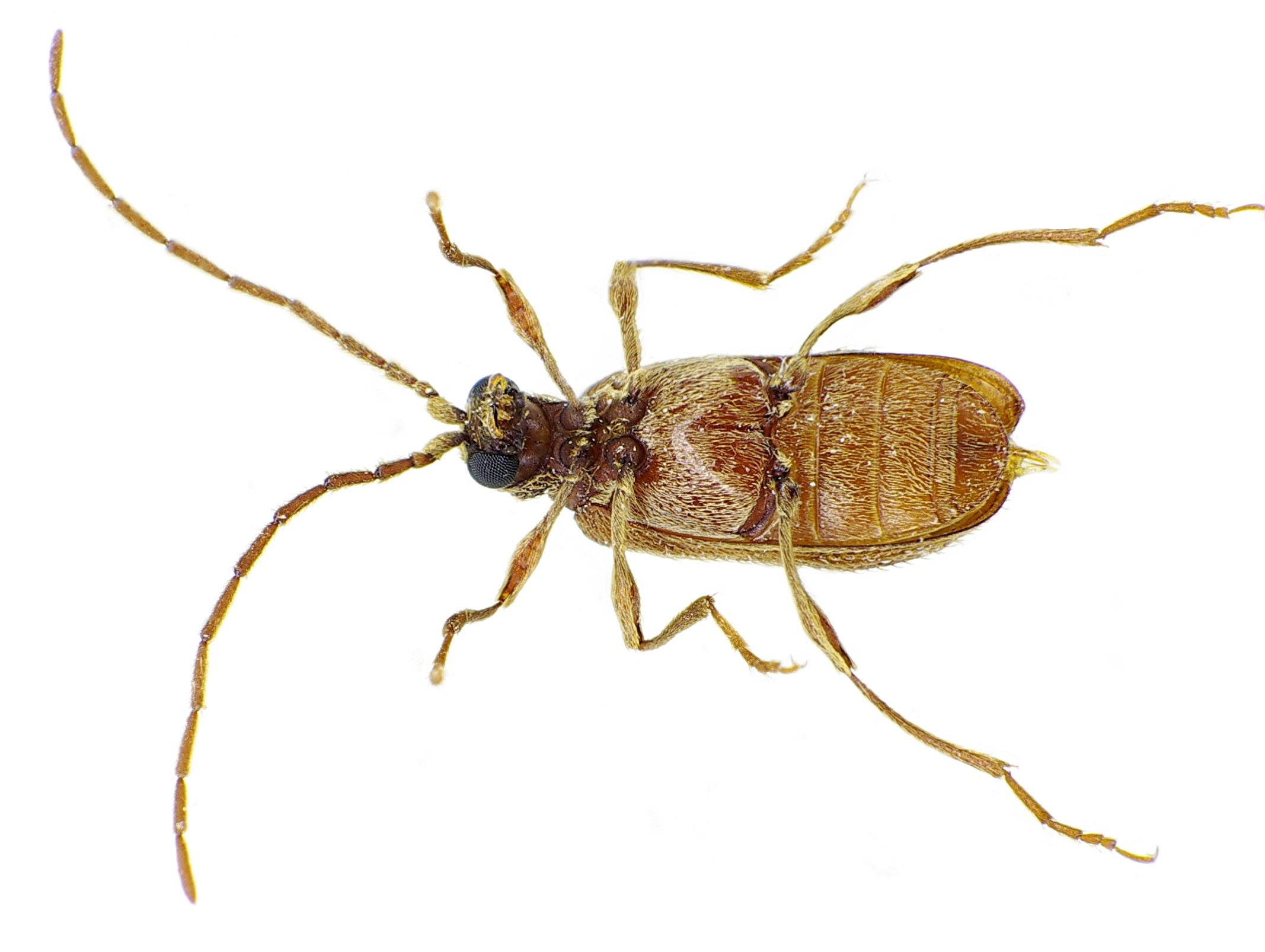
Männchen, Unterseite

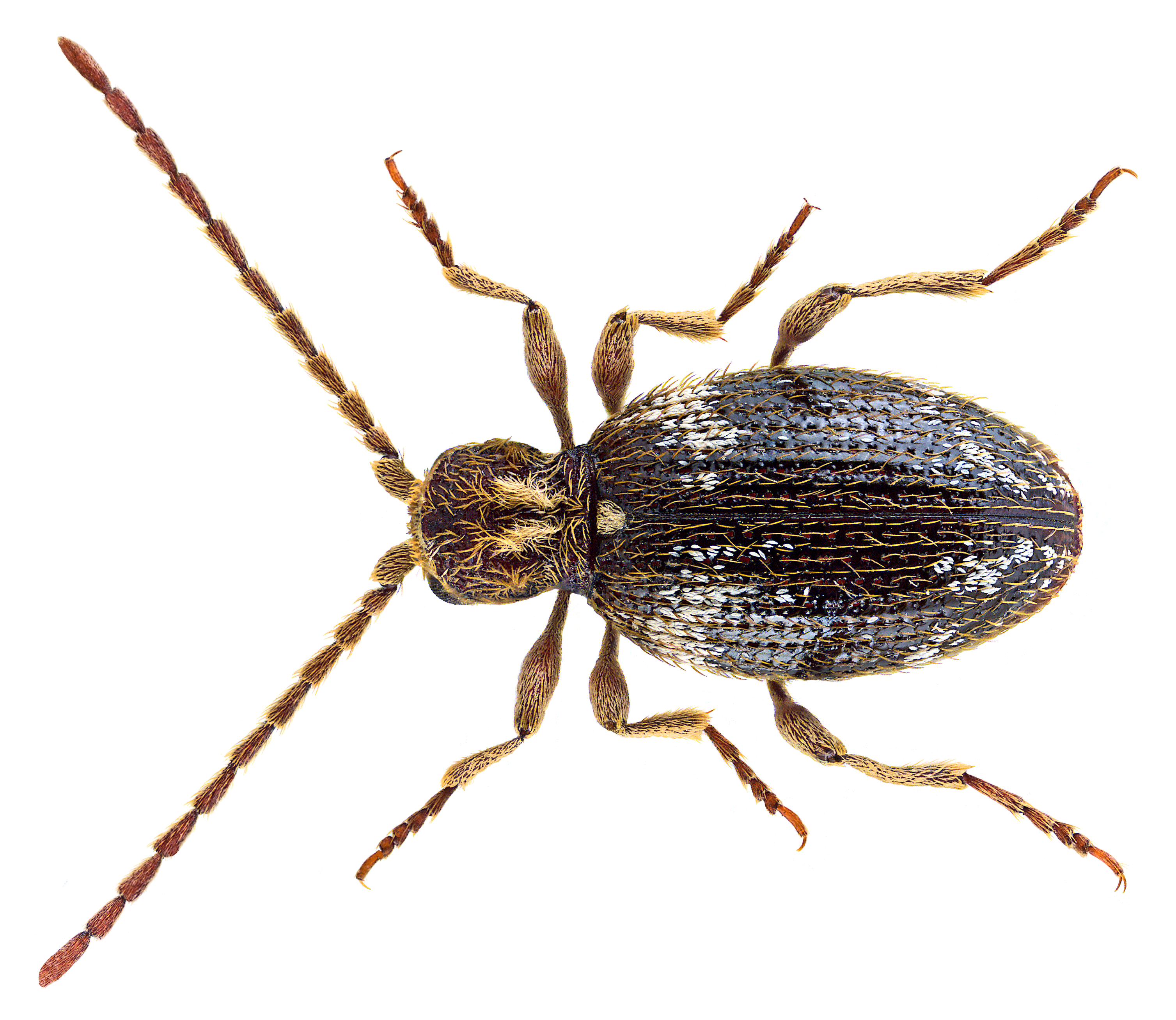
Weibchen, Foto U. Schmidt

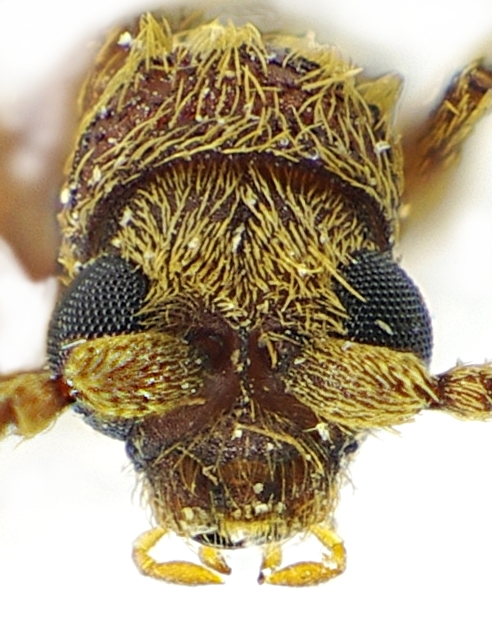
Vorderansicht

## Merkmale
Kräuterdiebe werden nur etwa drei Millimeter lang und zeigen Geschlechtsdimorphismus. Beide Geschlechter zeichnen sich durch lange fadenförmige Fühler und lange Beine aus. Die Männchen haben eine gestreckte Gestalt und sind hellbraun gefärbt, Kopf und Thorax setzen sich deutlich vom Abdomen ab. Auf der Vorder- und Hinterpartie der Flügeldecken befinden sich Grüppchen weißer Schuppen. Die Augen sind gewölbt und breiter als die Stirn (Frons). Auf der Mitte des Halsschildes befindet sich eine glatte Längsschwiele, die auf beiden Seiten von hellen, nach hinten gerichteten Härchen umrandet ist. Die Flügeldecken sind mit Reihen großer Punkte strukturiert und mit hellen, nach hinten gerichteten Härchen versehen.
Die Weibchen sind gedrungener und die Flügeldecken sind dunkler als der Halsschild. Auf den Flügeldecken findet man ebenfalls Grüppchen heller Schuppen. Die Mitte des Halsschildes ist vertieft und von dichten Reihen heller Härchen eingefasst, die sich vor der Halsschildbasis an der rinnenförmigen Einschnürung berühren.

### Synonyme
- Cerambyx fur Linnaeus, 1758[1]
- Bruchus furunculus O. F. Müller, 1776[1]
- Ptinus germanus Goeze, 1777[1]
- Ptinus humeralis Say, 1835[1]
- Ptinus longipes Rossi, 1794[1]
- Bruchus pulex Goeze, 1776[1]
- Ptinus quercus Boieldieu, 1856[1]
- Ptinus rapax De Geer, 1774[1]
- Ptinus striatus Fabricius, 1792[1]
- Ptinus testaceus Laporte de Castelnau, 1840[1]

### Ähnliche Arten
- Australischer Diebkäfer (Ptinus tectus)

## Verbreitung
Kräuterdiebe sind ursprünglich in den Gebieten der Paläarktis und Nearktis verbreitet, in denen gemäßigtes Klima vorherrscht. Sie sind zu den Kulturfolgern zu zählen, da sie auch in menschlichen Behausungen häufig auftreten. In der freien Natur bewohnen sie alte Bäume und Vogel- oder Hymenopterennester. Heute sind sie kosmopolitisch verbreitet.

## Lebensweise
Die nachtaktiven Tiere ernähren sich von getrockneten pflanzlichen und tierischen Substanzen. So befallen sie zum Beispiel auch Kräutervorräte. Die entstehenden Schäden sind in der Regel aber eher gering. Nur die Larven erzeugen bei Massenauftreten vor allem in Getreidelagern manchmal größere Schäden. Die Larven verpuppen sich nach einem Jahr in einem kleinen Gang, der in härtere Stoffe gebohrt wird. Aus der Puppe schlüpft der fertige Käfer.
Zuchten des Käfers ergaben, dass das Weibchen durchschnittlich etwa 39 Eier ablegt, die Anzahl jedoch stark schwankt. Die Art gehört demnach zu den Nagekäfern, die wenig Eier legen. Die Eiablage erfolgte bei der Studie über 16 Wochen, mit einem Maximum zwischen der dritten und achten Woche mit drei bis sechs Eiern täglich.
Bei einer Luftfeuchtigkeit von 70° zeigte sich, dass eine Temperatur von 30 °C bereits so hoch war, dass ein Schlüpfvorgang des ersten Larvenstadiums aus den Eiern unterblieb – anders als bei Ptinus sexpunctatus. Bei gleicher Luftfeuchtigkeit und einer Temperatur von 23° wurde als Larvennahrung Fischmehl, wheatfeed (ein Abfallprodukt bei der Gewinnung von Weizenmehl) und ein synthetisches Mittel verabreicht, das sich bei der Zucht anderer Nagekäfer bewährt hatte. Dabei zeigte sich, dass das synthetische Futter die Entwicklung anfangs begünstigte, die Verwandlung des dritten Larvenstadiums zur Puppe wurde jedoch deutlich verzögert. Daraus wurde geschlossen, dass die synthetische Nahrung nicht vollwertig war. Mit weatfeed war die Entwicklung etwas mit ungesiebtem Fischmehl, aber langsamer als mit gesiebtem Fischmehl.
Mit gesiebten Fischmehl ergaben sich für die einzelnen Entwicklungsschritte folgende Zeitspannen: von der Eiablage bis zum Schlüpfen 16 bis 17 Tage,  1. Larvenstadium 14 Tage, 2. Larvenstadium 16 Tage, 3. und letztes Larvenstadium gewöhnlich 32 Tage, (in Sonderfällen wurde ein weiteres Larvenstadium von durchschnittlich 22 Tagen eingeschoben, außerdem konnte häufig auch ein Ruhestadium beobachtet werden, dass vom letzten Larvenstadium bereits im Kokon vor der Verpuppung verbracht wurde und das zwischen 214 und 251 Tagen dauerte,) das Puppenstadium dauerte 17 Tage und bis zum Verlassen des Kokons verstrichen nochmals rund 48 Tage, während der der junge Käfer die Geschlechtsreife erlangt. Von der Eiablage bis zum Verlassen des Kokons verstreichen demnach rund 144 Tage, bei einer Diapause durchschnittlich 381 Tage.  Bei alternativen Temperaturen von 20 °C und 30 °C (ab dem ersten Larvenstadium) dauerten die Entwicklungsschritte länger und die Mortalität war größer, die optimale Temperatur wird bei leicht über 23 °C vermutet. Bei niederen Temperaturen durchlaufen deutlich mehr Individuen eine Diapause des letzten Larvenstadiums im Kokon.